# Lepidopilum polytrichoides
Lepidopilum polytrichoides là một loài rêu trong họ Daltoniaceae. Loài này được Hedw. Brid. mô tả khoa học đầu tiên năm 1827.